# لوريس رينا
لوريس رينا (10 يونيو 1980 في فرنسا - ) (بالفرنسية: Loris Reina)‏ هو لاعب كرة قدم فرنسي في مركز الدفاع. لعب مع أولمبيك مارسيليا وزولته فاريجيم ونادي رويال شارلروا ونادي سيرفيت ونادي كورتريك ونادي نانسي.

## وصلات خارجية
- لوريس رينا على موقع رابطة كرة القدم الفرنسية للمحترفين (الإنجليزية)
- لوريس رينا على موقع قاعدة بيانات كرة القدم.إي يو (الإنجليزية)
- لوريس رينا على موقع ليكيب (الفرنسية)
- لوريس رينا على موقع Soccerway.com (الإنجليزية)
- لوريس رينا على موقع عالم كرة القدم.نت (الإنجليزية)